# ونگوژوو (شهرستان زوتوف)
ونگوژوو (به لاتین: Węgorzewo) یک روستا در لهستان است که در گمینا اوکونک واقع شده‌است. ونگوژوو  ۲۸۰ نفر جمعیت دارد.